# 塔夸蒂馬努河

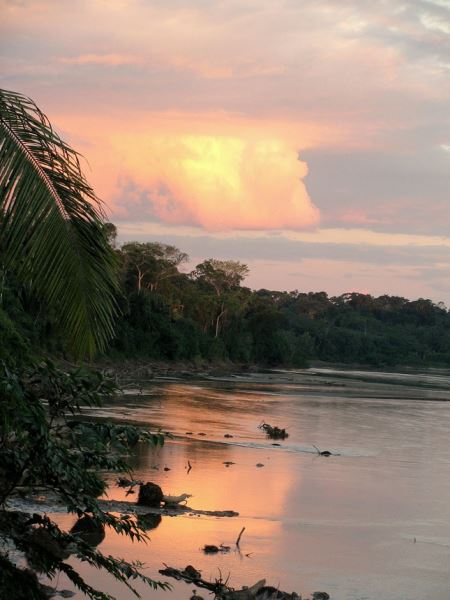
塔夸蒂馬努河

塔夸蒂馬努河（西班牙語：Río Tacuatimanu）是秘魯的河流，位於該國東南部亞馬遜河流域，屬於馬德雷德迪奧斯河的左支流，河道全長621公里，流經馬德雷德迪奧斯大區。